# But I'm a Cheerleader
But I'm a Cheerleader és una comèdia romàntica satírica estatunidenca de 1999, dirigida per Jamie Babbit i amb guió de Brian Wayne Peterson. Tracta d'una animadora d'institut que és ingressada pels seus pares en un campament de teràpia de conversió pel tal de "curar" el seu lesbianisme; malgrat la teràpia, acabarà acceptant la seva orientació sexual i enamorant-se. Aquesta pel·lícula ha estat subtitulada al català.

## Argument
Megan, de disset anys (Natasha Lyonne) és una alegre estudiant d'institut a qui li encanta fer d'animadora i que està sortint amb un jugador de futbol americà, Jared (Brandt Wille). No li agrada besar en Jared, de tota manera, i prefereix mirar les seves companyes animadores. Això, unit a l'interès de Megan pel vegetarianisme i Melissa Etheridge, fa que la seva família i amics sospitin que en realitat és lesbiana. Amb l'ajuda de l'ex-gai Mike (RuPaul), la sorprenen amb una intervenció. Després d'aquest enfrontament, Megan és enviada a True Directions, un campament de "teràpia reparadora" que utilitza un programa de cinc passos (similar al programa de dotze passos d'Alcohòlics Anònims) per convertir els seus campistes a l'heterosexualitat.
A True Directions, Megan coneix la fundadora, la rigorosa i autoritària Mary Brown (Cathy Moriarty), el seu fill suposadament heterosexual de Rock (Eddie Cibrian), i un grup de gent jove que intenten "curar-se" de la seva homosexualitat. Incitada per Mary i els altres campistes, Megan accepta de mala gana que ella és lesbiana (pas 1 del programa de cinc passos). Aquest fet, en contradicció amb la seva educació religiosa i tradicional, la molesta i s'esforça a convertir-se en heterosexual. Al principi de la seva estada a True Directions, Megan descobreix dos dels nois, Dolph i Clayton (Dante Basco i Kip Pardue) enrotllant-se. Ella entra en pànic i crida, provocant que Mike ho descobreixi. Fan que Dolph marxi, i Clayton és castigat forçant-lo a l'aïllament.
El programa True Directions implica que els campistes admetin la seva homosexualitat (pas 1), redescobrint la seva identitat de gènere realitzant tasques estereotipades relacionades amb el gènere (pas 2), trobant l'arrel de la seva homosexualitat mitjançant la teràpia familiar (pas 3), desmitificant l'altre sexe (pas 4) i simulant relacions sexuals heterosexuals (pas 5). En el transcurs del programa, Megan es fa amiga d'una altra noia del campament, Graham (Clea DuVall) que, encara que se sent més còmoda que Megan per ser lesbiana, es va veure forçada a anar al campament davant el risc de ser repudiada per la seva família.
Dos dels antics estudiants del True Directions, els ex-ex-gais Larry i Lloyd (Richard Moll i Wesley Mann), animen els nois i noies a rebelar-se contra Mary i els duen a un bar gai local, on la relació de Graham i Megan passa a ser amorosa. Quan Mary descobreix l'escapada fa que tots ells facin un piquet davant la casa de Larry i Lloyd, portant pancartes i clamant maltractament homofòbic. Megan i Graham s'escapen una nit per mantenir relacions sexuals i comencen a enamorar-se. Quan Mary se n'assabenta, Megan, ara a gust amb la seva identitat sexual, no se'n penedeix. Fan que marxi de True Directions i, ara sense llar, es queda amb Larry i Lloyd; però Graham, amb por de desafiar el seu pare, es queda al campament. Megan i Dolph, que també viu amb Larry i Lloyd, planegen recuperar Graham i Clayton.
Megan i Dolph s'infiltren en la cerimònia de graduació de True Directions, on Dolph persuadeix fàcilment Clayton. Megan demana a Graham que també s'uneixi a ells, però aquesta declina nerviosament. A continuació, Megan fa d'animadora per a Graham i li diu que l'estima, convencent-la finalment, i marxen amb Dolph i Clayton. L'escena final de la pel·lícula mostra els pares de Megan (Mink Stole i Bud Cort) assistint a una reunió del PFLAG per assimilar l'homosexualitat de la seva filla.

## Repartiment
| - Natasha Lyonne: Megan - Clea DuVall: Graham Eaton - Melanie Lynskey: Hilary Vandermueller - Katrina Phillips: Jan - RuPaul: Mike | - Eddie Cibrian: Rock Brown - Dante Basco: Dolph - Kip Pardue: Clayton Dunn - Wesley Mann: Lloyd Morgan-Gordon - Richard Moll: Larry Morgan-Gordon | - Douglas Spain: Andre - Joel Michaely: Joel Goldberg - Katharine Towne: Sinead Lauren - Cathy Moriarty: Mary Brown - Michelle Williams: Kimberly | - Mink Stole: Nancy - Bud Cort: Peter - Brandt Wille: Jared - Julie Delpy: Lipstick Lesbian |

## Producció

### Rerefons
But I'm a Cheerleader va ser el primer llargmetratge de Jamie Babbit. Abans havia dirigit dos curtmetratges, Frog Crossing (1996) i Sleeping Beauties (1999), que es van projectar al Festival de Cinema de Sundance, i també el thriller The Quiet (2005) i la comèdia Itty Bitty Titty Committee (2007). Babbit i Andrea Sperling (la productora) van aconseguir el finançament per part de Michael Burns, aleshores vicepresident de Prudential Insurance, després de mostrar-li el guió a Sundance. Segons Babbit, la seva micropresentació de guió (pitch) d'una sola frase era "Dues noies de secundària s'enamoren en un campament de teràpia reparadora". Burns els va donar un pressupost inicial de 500.000 dòlars, que es va augmentar fins a un milió quan la pel·lícula va entrar en producció.

### Concepció
La mare de Babbit gestiona una mena de casa anomenada New Directions per a joves amb problemes de drogues i alcohol, i la directora volia fer una comèdia sobre la rehabilitació i el programa de 12 passos. Després de llegir un article sobre un home que havia tornat d'un campament de teràpia reparadora odiant-se a si mateix, va decidir combinar les dues idees. Amb Andrea Sperling, la seva parella, se li va ocórrer la idea d'un llargmetratge sobre una animadora que assisteix a un campament de teràpia reparadora. Volien que el personatge principal fos una animadora perquè és "... el pinacle del somni americà i el somni americà de la feminitat". Babbit volia que la pel·lícula representés l'experiència lèsbica des de la perspectiva de la dona "femenina" (femme) per contrastar-la amb diverses pel·lícules de l'època que representaven la perspectiva "masculina" (butch), com ara Go Fish i The Watermelon Woman. També volia satiritzar tant la dreta religiosa com la comunitat gai. Com no se sentia qualificada per escriure el guió ella mateixa, Babbit va incorporar en el projecte el guionista Brian Wayne Peterson, que va tenir experiència amb teràpia reparadora mentre treballava a una clínica de presons per a delinqüents sexuals. Peterson va dir que volia fer una pel·lícula que no només entretingués la gent, sinó que la fes enfadar i parlés dels temes que la cinta plantejava.

### Escenografia i vestuari
Babbit diu que les seves influències per l'aspecte i l'atmosfera de la pel·lícula van incloure John Waters, David LaChapelle, Edward Scissorhands i Barbie. Volia que la producció i el disseny de vestuari reflectissin els temes de la història. Hi ha una progressió des del món orgànic de la ciutat natal de Megan, on els colors dominants són el taronja i el marró, cap al món fals de True directions, dominat per intensos blaus i roses (que pretenen mostrar l'artificialitat de la construcció de gènere). Segons Babbit, el personatge de Mary Brown, que té fòbia als gèrmens, representa la paranoia de la sida, i el seu món net i ordenat està ple de flors de plàstic, cels falsos i vestits de PVC. Els plans exteriors de la casa colorida completa amb una tanca de fusta de color rosa brillant van ser filmades a Palmdale (Califòrnia).

### Càsting
La directora va reclutar Clea DuVall, que havia protagonitzat el seu curtmetratge Sleeping Beauties, per interpretar el paper de Graham Eaton. Babbit diu que va poder aconseguir molts repartiments a través de DuVall, fins i tot Natasha Lyonne i Melanie Lynskey. Lyonne va veure el guió per primera vegada a la part posterior del cotxe de DuVall i després es va posar en contacte amb el seu agent. Ella havia vist i gaudit de Sleeping Beauties i estava desitjosa de treballar amb la directora. Tot i així, no va ser la primera opció per al paper de Megan: una actriu (de qui no n'ha transcendit el nom) va voler fer el paper, però finalment va rebutjar-lo per motius religiosos, ja que no volia que la seva família veiés la seva cara al cartell. Babbit va considerar també Rosario Dawson breument com a Megan, però el seu productor executiu la va convèncer que Dawson, que és hispana, no seria adequada per al personatge estereotip d'estatunidenca.
Babbit va fer un esforç conscient per triar persones "de color" per a papers menors, per intentar combatre el que ella descriu com "racisme a tots els nivells de fer pel·lícules". Des del començament va concebre els personatges de Mike (interpretat per RuPaul), Dolph (Dante Basco) i Andre (Douglas Spain) com a afroamericà, asiàtic i hispà, respectivament. Inicialment, va considerar Arsenio Hall per fer de Mike, però diu que Hall no estava incòmode fent un paper de temàtica gai. RuPaul, en el paper de Mike, fa una aparició cinematogràfica poc habitual, sense drag.

## Temes
But I'm a Cheerleader no només tracta de la sexualitat, sinó també del gènere i de la construcció social dels rols de gènere. Una de les maneres en què Babbit va posar en relleu el que ella va anomenar l'artificialitat de la construcció de gènere va ser l'ús d'intensos blues i roses en la seva producció i disseny de vestuari. Chris Holmlund, a Contemporary American Independent Film assenyala aquesta característica de la pel·lícula i anomena els vestits "ajustats al gènere". Ted Gideonse a la revista Out va escriure que els vestits i els colors de la pel·lícula demostren com de falsos són els objectius de True Directions.
Les funcions de gènere es veuen reforçades per les tasques que han de realitzar els campistes al "Pas 2: redescobrir la vostra identitat de gènere". Nikki Sullivan, a A Critical Introduction to Queer Theory, diu que aquest redescobriment es mostra com difícil i sense èxit en comptes del descobriment natural de la seva heterosexualitat latent. Sullivan diu que la pel·lícula no només posa de manifest les formes en què es construeixen el gènere i la sexualitat, sinó que també agafa les normes i les veritats sobre la societat heteronormativa i les converteix en estranyes o "queer". Holmlund diu que Babbit fa que els personatges hetero siguin menys normals i menys simpàtics que els gais. Sullivan diu que aquest repte de l'heteronormativitat fa que de But I'm a Cheerleader una exemplificació de la teoria queer.

## Classificació i distribució
Quan es va enviar originalment a la Motion Picture Association of America per a ser classificada, But I'm a Cheerleader va rebre la qualificació NC-17. Per tal d'obtenir una classificació R viable comercialment, Babbit va treure un pla de dos segons de la mà de Graham fregant el cos vestit de Megan, un escombratge de càmera enfilant el cos de Megan quan es masturbava, i un comentari que Megan "va menjar Graham" (argot per cunnilingus). La seva pel·lícula documental del 2006 This Film Is Not Yet Rated és una crítica al sistema de qualificació de l'MPAA, i suggereix que les pel·lícules amb contingut homosexual són tractades de manera més estricta que les que només tenen contingut heterosexual, i que les escenes de la sexualitat femenina reben més crítiques de l'MPAA que les de la sexualitat masculina. Compara aquesta pel·lícula amb American Pie (també llançada el 1999), que presenta un adolescent que es masturba i se li va donar una qualificació R (tot i que American Pie també va rebre originalment una qualificació NC-17 i també va requerir talls a la seva escena de masturbació per reduir-ne la qualificació a R). Babbit diu que se sentia discriminada per fer una pel·lícula gai. But I'm a Cheerleader es va classificar com M (per a públics madurs) a Austràlia i a Nova Zelanda, 14A al Canadà, 12 a Alemanya i 15 al Regne Unit.
La pel·lícula es va estrenar el 12 de setembre de 1999 al Festival Internacional de Cinema de Toronto i es va projectar el gener del 2000 al Festival de Cinema de Sundance. Es va projectar en diversos festivals de cinema internacionals, com ara el festival Sydney Gay and Lesbian Mardi Gras i el Festival de Cinema Lèsbic i Gai de Londres. Va aparèixer per primera vegada als cinemes dels Estats Units el 7 de juliol de 2000, distribuïda per Lions Gate Entertainment. Fine Line Features havia intentat distribuir la pel·lícula, però va abandonar dos mesos abans que s'estrenés després d'una disputa amb la productora de la pel·lícula, Ignite Entertainment. Va estar en els cinemes durant 8 setmanes, i en el seu moment més àlgid va estar en 115 cinemes.
La pel·lícula es va llançar en DVD de Regió 1 per part de Lions Gate el 22 de juliol de 2002 i per Universal Studios el 3 d'octubre de 2002. A part del tràiler, no conté extres. El 2 de juny de 2003 va ser llançat en DVD de Regió 2 per part de Prism Leisure; a més del tràiler, aquest inclou una entrevista amb Jamie Babbit i escenes del making-of.

## Acollida

### Reacció del públic
But I'm a Cheerleader va ingressar 2.205.627 dòlars als Estats Units i 389.589 dòlars a la resta del món, donant un total de 2.595.216 dòlars en conjunt. Al cap de setmana d'obertura, que es va presentar a quatre cinemes, va guanyar 60.410 dòlars, que significava el 2,7% del seu total brut. Segons Box Office Mojo, es va classificar en el lloc número 174 d'entre totes les pel·lícules estrenades als Estats Units l'any 2000 i en el 74 per a les classificades com a R llançades aquell any. Des de desembre de 2011, el seu lloc en el rànquing de taquilla per a pel·lícules LGBT és el 73.
La pel·lícula va ser un èxit entre el públic de festivals i va rebre grans ovacions al San Francisco International Lesbian and Gay Film Festival. Ha estat descrita com la preferida entre el públic homosexual i el circuit de cinema d'art i assaig.

### Resposta de la crítica
La resposta inicial de la crítica popular a But I'm a Cheerleader va ser majoritàriament negativa. A Rotten Tomatoes té una qualificació d'aprovació del 39% basada en 83 ressenyes, amb una puntuació mitjana de 4'85/10. El consens del lloc web diu: "Massa general per fer declaracions reals, But I'm a Cheerleader no és tan aguda com hauria de ser, però un repartiment encantador i un centre sorprenentment emotiu poden aportar prou motivació als espectadors que busquen una sàtira social lleugera". A Metacritic té una puntuació mitjana ponderada de 39 de cada 100, basada en 30 crítiques, indicant "Ressenyes generalment desfavorables".
El tema general de les ressenyes és que es tracta d'una pel·lícula sincera amb bones intencions, però que té defectes. Alguns crítics la van trobar graciosa i divertida, amb "riures autèntics". Roger Ebert la va classificar amb tres estrelles (de quatre), i va escriure: "no és una comèdia fantàstica, trencadora, sinó més aviat el tipus de pel·lícula que podria acabar sent habitual en el circuit de culte de mitjanit". Altres la van trobar evident, plom i maldestre.
Elvis Mitchell, de The New York Times, va descriure el personatge de Megan com una dolça heroïna i va lloar Lyonne i DuVall per les seves actuacions, i Mick LaSalle va dir que Lyonne era meravellosa i que feia bona parella amb DuVall. Marjorie Baumgarten va afirmar d'elles que "van tocar les notes correctes". Alexandra Mendenhall, d'AfterEllen.com, va considerar que la relació entre Graham i Megan, tot i tenir una gran química, no té prou temps a la pantalla, tot i que Mitchell va qualificar de "tendres" les seves escenes amoroses. Altres personatges, particularment els homes, van ser descrits com "repel·lents" i "res més que estereotips".
Diversos crítics van comparar la pel·lícula amb les del director John Waters, però van creure que no arribava al seu nivell. Stephanie Zacharek la va anomenar "imitació de Waters", mentre que Ebert va dir que Waters hauria estat més groller i refinat. Babbit diu que, encara que Waters és una de les seves influències, no volia que la seva pel·lícula tingués la "mossegada" de les del director, i afirma que, mentre que a Waters no li agraden les comèdies romàntiques, ella volia explicar una història convencionalment romàntica. El disseny de producció, que era important per a l'aspecte general de la pel·lícula, va obtenir respostes mixtes: LaSalle la va descriure com a intel·ligent i atractiva, i James Berardinelli s'hi va referir com una característica destacada, mentre que a altres els va semblar que era ordinària, antiquada, horrible, i amb un aire de dibuixos animats.
Stephanie Zacharek, de Salon.com, va dir que pel que fa a qüestions d'orientació sexual i homofòbia, Babbit predica als convertits. Cynthia Fuchs, de NitrateOnline.com, va coincidir-hi, afirmant que "ningú que és fòbic no es podrà reconèixer a la pel·lícula" i que "el públic que es pugui beneficiar més de veure-la, o bé no veurà la pel·lícula o bé no li trobarà el sentit". David Edelstein va dir que la parcialitat de l'obra crea una manca de tensió dramàtica i l'anomena contrapropaganda mandrosa. En canvi, LaSalle va dir que "la pel·lícula aconsegueix fer una declaració sincera sobre les dificultats de créixer homosexual" i Timothy Shary va dir que la cinta repta obertament l'homofòbia i ofereix suport als espectadors homosexuals adolescents. Chris Holmlund va dir que la pel·lícula mostra que la identitat queer és polifacètica, utilitzant com a exemple l'escena en què els ex-gais diuen a Megan que no hi ha una sola manera de ser lesbiana.
Les ressenyes dels mitjans homosexuals van ser més positives, i la pel·lícula ha experimentat una reavaluació crítica amb el pas del temps, ja que s'ha entès que ha estat deliberadament satírica i incòmoda, basada en les tècniques de John Waters. El lloc web feminista Autostraddle va declarar-la com la primera de les 100 millors pel·lícules de lesbianes de tots els temps el 2015. AfterEllen.com (que abasta la "cultura popular lèsbica/bisexual" feminista) l'ha anomenat "una de les cinc millors pel·lícules de lesbianes que mai s'hagin fet". Aquest lloc havia anomenat originalment, en la seva crítica inicial de 2007, la història de la pel·lícula previsible i els personatges estereotipats, i que la pel·lícula era, en general, graciosa i divertida. Curve va dir que la pel·lícula era una "comèdia increïble" i que Babbit ha "redefinit el cinema lèsbic" amb aquesta pel·lícula i la seva altra obra. Jan Stuart, de The Advocate, va dir que tot i que But I'm a Cheerleader intenta subvertir els estereotips homosexuals, no ho aconsegueix; la va titllar de "tímidament crua" i va dir que el retrat kitsch del centre dels Estats Units està desfasat respecte als adolescents homosexuals d'avui dia.

### Premis
La pel·lícula va guanyar el premi del públic i el premi Graine de Cinéphage al Festival Internacional de Cinema de Dones de Créteil del 2000, un festival francès anual que mostra el treball de directores. Aquell mateix any va ser nominada per la Political Film Society dels Estats Units al premi PFS en les categories de Drets Humans i Exposé, però va perdre davant Remember the Titans i Before Night Falls, respectivament.

## Música
Pat Irwin va compondre la música de But I'm a Cheerleader, però mai no es va publicar el CD de la banda sonora. S'hi inclouen artistes indie com Saint Etienne i April March. RuPaul va contribuir amb una cançó, "Party Train", que Rock, el personatge d'Eddie Cibrian, balla a la pel·lícula.
Temes
1. "Chick Habit (Laisse tomber les filles)" (Elinor Blake, Serge Gainsbourg) interpretat per April March
2. "Just Like Henry" (Tammy Ealom, John Hill, Rob Greene, Darren Albert) interpretat per Dressy Bessy
3. "If You Should Try and Kiss Her" (Ealom, Hill, Greene, Albert) interpretat per Dressy Bessy
4. "Trailer Song" (Courtney Holt, Joy Ray) interpretat per Sissy Bar
5. "All or Nothing" (Cris Owen, Miisa) interpretat per Miisa
6. "We're in the City" (Sarah Cracknell, Bob Stanley, Pete Wiggs) interpretat per Saint Etienne
7. "The Swisher" (Dave Moss, Ian Rich) interpretat per Summer's Eve
8. "Funnel of Love" (Kent Westbury, Charlie McCoy) interpretat per Wanda Jackson
9. "Ray of Sunshine" (Go Sailor) interpretat per Go Sailor
10. "Glass Vase Cello Case" (Madigan Shive, Jen Wood) interpretat per Tattle Tale
11. "Party Train" (RuPaul) interpretat per RuPaul
12. "Evening in Paris" (Lois Maffeo) interpretat per Lois Maffeo
13. "Together Forever in Love" (Go Sailor) interpretat per Go Sailor

## Adaptacions posteriors
El 2005, el festival de teatre musical de Nova York va comptar amb una adaptació escènica de But I'm a Cheerleader, escrita pel llibretista i lletrista Bill Augustin i el compositor Andrew Abrams. Amb 18 cançons originals, va ser dirigida per Daniel Goldstein i era protagonitzada per Chandra Lee Schwartz en el paper de Megan. Va representar-se durant el setembre d'aquell any al teatre de Nova York a St. Clement's.
L'abril de 2018, Babbit va anunciar a Twitter que s'estava desenvolupant una sèrie de televisió de la pel·lícula.